# Calàndria negra
La calàndria negra (Melanocorypha yeltoniensis) és una espècie d'ocell de la família dels alàudids (Alaudidae) que habita planures cobertes d'herba, normalment a prop de l'aigua des del sud de Rússia fins a Kazakhstan i zona limítrofa de la Rússia asiàtica. En hivern una mica més cap al sud.